# Tararua
Tararua (anglicky Tararura Range) je pohoří na jihu Severního Ostrova na Novém Zélandu. Jihozápadně od pohoří leží město Wellington a Cookův průliv. Pohoří Tararua
má rozlohu 3 168 km2, nejvyšší horou je Mitre (1 571 m).
K dalším nejvyšším vrcholům náleží Mt. Hector (1 529 m) a Arete (1 516 m).

## Geografie a flora
Pohoří se rozkládá ze severovýchodu na jihozápad v délce okolo 80 km. Jednotlivé horské hřebeny jsou odděleny hlubokými údolími s řekami. Nadmořská výška vrcholů se pohybuje mezi 1 300 až 1 500 m. Na západní straně pohoří (která je výrazně vlhčí, ročně zde spadne až 5 000 mm srážek) roste řada druhů jehličnanů, kapradiny, keře a vinná réva. Východní straně dominují bukové lesy. Část pohoří je součástí Lesního parku Tararua.